# Fagopyrum caudatum
Fagopyrum caudatum är en slideväxtart som först beskrevs av Gunnar Samuelsson, och fick sitt nu gällande namn av A. J. Li. Fagopyrum caudatum ingår i släktet boveten, och familjen slideväxter. Inga underarter finns listade i Catalogue of Life.